# Njesuthi
Der Njesuthi ist ein 3410 Meter hoher Berg in Südafrika. Er befindet sich an der Grenze zu Lesotho. Etwa vier Kilometer südöstlich liegt der Gipfel des Popplespiek. 

## Einzelnachweis
1. ↑  Njesuthi auf Peakbagger.com (englisch)